# Inkaneep Park
Inkaneep Park är en park i Kanada.   Den ligger i provinsen British Columbia, i den södra delen av landet, 3 300 km väster om huvudstaden Ottawa. Inkaneep Park ligger 316 meter över havet.
Terrängen runt Inkaneep Park är kuperad söderut, men norrut är den bergig. Inkaneep Park ligger nere i en dal som går i nord-sydlig riktning. Runt Inkaneep Park är det mycket glesbefolkat, med 3 invånare per kvadratkilometer.. Närmaste större samhälle är Oliver, 5,7 km söder om Inkaneep Park.
Trakten runt Inkaneep Park består i huvudsak av gräsmarker.